# HK MP7
Die HK MP7 ist eine von dem deutschen Unternehmen Heckler & Koch entwickelte Maschinenpistole.

## Anforderungsprofil
Mit der MP7 sollten Truppenteile ausgestattet werden, die im Regelfall in keine infanteristischen Kampfhandlungen verwickelt werden. Dies sind beispielsweise Versorger, Sanitäter, (Luft-)Fahrzeugbesatzungen oder Artilleristen. Entscheidend für die Entwicklung dieser Waffe war die Erkenntnis, dass insbesondere bei einem asymmetrischen Konflikt auch rückwärtige Truppen in Hinterhalte geraten und damit in Nahbereichsgefechte verwickelt werden können. Diese Truppenteile benötigen dann aufgrund der weitverbreiteten Nutzung militärischer Schutzwesten zwar die Durchschlagskraft eines Sturmgewehres, nicht aber dessen vergleichsweise große Reichweite. Für diesen Einsatzfall wurde für die Bundeswehr eine Waffe gefordert, die die Durchschlagskraft eines Sturmgewehres mit der Kompaktheit und geringen Masse einer Maschinenpistole vereint. Auf diese Anforderung hin wurde die MP7 entwickelt. Sie erfüllt die Anforderungen des NATO PANEL V an eine „Persönliche Verteidigungswaffe“ (PDW, Personal Defence Weapon).

## Technik

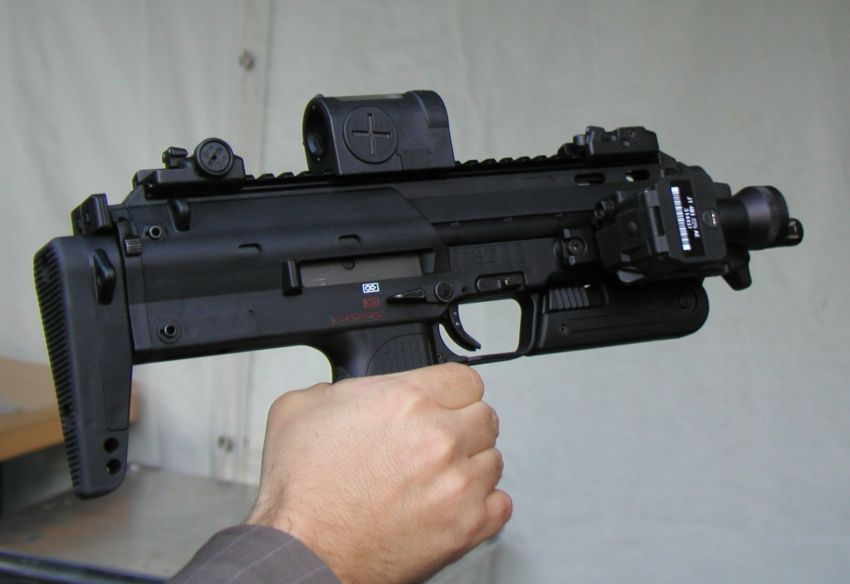
MP7A1 der Bundeswehr mit Zeiss-Z-Point-Rotpunktvisier und Laserlichtmodul

Die MP7 vereint die Vorteile mehrerer Waffentypen. Das Gewicht und die Handhabung einer normalen Maschinenpistole verbindet sie mit der Kadenz und Durchschlagskraft eines Sturmgewehrs. Erreicht wird dies durch eine neue Kleinkaliber-Patrone im Kaliber 4,6 × 30 mm, die hohe Durchschlagskraft bei geringem Rückstoß gewährleisten soll.
Die mit der MP7 verschossene Munition durchdringt den CRISAT-Schutz (1,6 mm Titan kombiniert mit 20 Schichten Kevlar) auf 200 Meter Entfernung und übertrifft damit die NATO-Anforderung um das Vierfache.
Die Waffe ist mit 42 Zentimetern Länge (Schulterstütze nicht ausgezogen) und dem durch die Verwendung von Kunststoffen geringen Gewicht auch für das einhändige Feuern und bedingt auch für verdecktes Tragen geeignet.
Für die MP7 wurden drei verschiedene Magazingrößen entwickelt: ein Magazin mit 20, eines mit 30 und eines mit 40 Patronen. Die Kadenz der Waffe liegt bei etwa 950 Schuss pro Minute. Es werden auch halbautomatische Modelle angeboten. Der Durchlade-, Feuerwahl- und Verschlussfanghebel (bolt release) und der Magazinhalter sind beidhändig bedienbar. Außerdem verfügt diese Waffe über eine ausziehbare Schulterstütze und kann vielseitig bestückt werden, beispielsweise mit einem Zielfernrohr, einem Reflexvisier, einem Schalldämpfer oder einem Tactical Light.

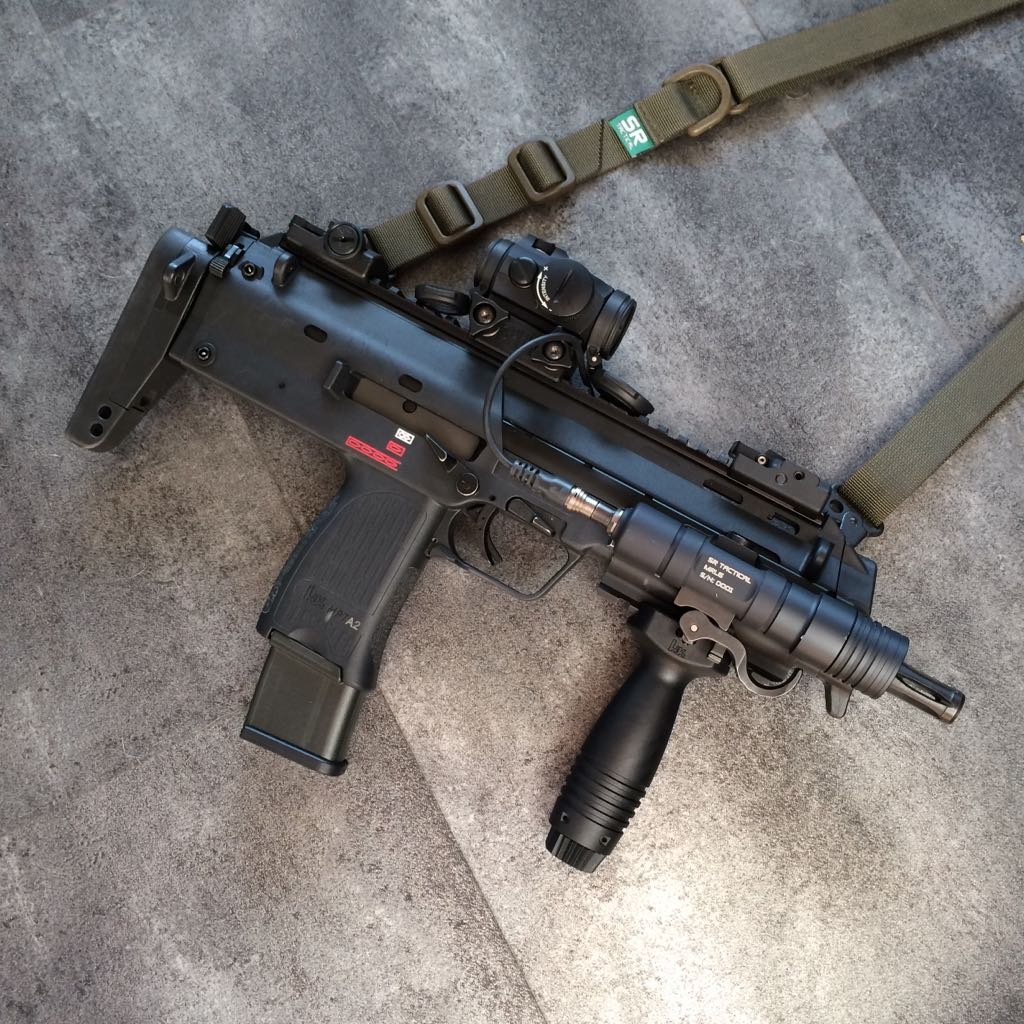
MP7A2 mit Aimpoint Micro T2, SR-Tactical-MRL6-Waffenlampe, SR-Tactical-Waffentragegurt und Sturmgriff

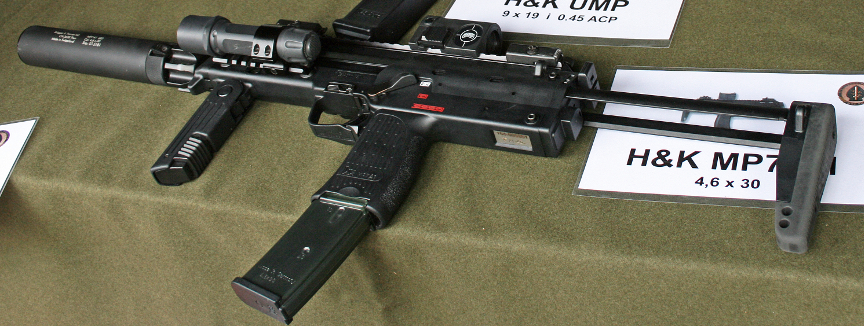
MP7A1 mit Schalldämpfer und 40-Patronen-Magazin

Die Version A2 unterscheidet sich von der A1 durch einen Handschutz, der mit drei Picatinny-Schienen (MIL-STD-1913) zur Zubehörmontage ausgestattet ist.

## Verwendung
- Australien – Western Australia Department of Corrective Services – Emergency Support Group.[2]
- Deutschland – Die MP7 ist Teil des Programms IdZ und wurde in allen Teilstreitkräften und Spezialeinheiten der Bundeswehr eingeführt. Weitere Verwendung findet sie in den Spezialeinsatzkräften der Polizei und bei der GSG 9 der Bundespolizei.[3] Auch bei der Polizeiinspektion und der Bereitschaftspolizei der Polizei Brandenburg wird die MP7 eingeführt.[4] Die Polizei Baden-Württemberg stattet ihre Einsatzwagen seit 2017 mit der MP7 aus, diese ersetzte die bis dahin verwendete HK MP5.[5]
- Frankreich[6]
- Irland – Spezialeinheit der irischen Polizei.[7]
- Jordanien[8]
- Litauen – unbekannte Anzahl von HK MP7A2.[9]
- Malaysia – Pasukan Gerakan Khas (PGK) Antiterroreinheit der königlich malaysischen Polizei.[10]
- Norwegen – 2007 hatten die norwegischen Streitkräfte 6500 Einheiten der MP7 erworben, um die MP5 abzulösen.[11]
- Oman[8]
- Österreich – Wird vom EKO-Cobra verwendet.[12]
- Südkorea – Mehrere Spezialeinheiten.[13]
- Vereinigtes Königreich – Wird von der Ministry of Defence Police verwendet, MP7SF.[14]
- Vereinigte Staaten – Wird von der Naval Special Warfare Development Group der US Navy[15], der Delta Force[16] sowie vereinzelten Polizeieinheiten[17] der Bundesstaaten verwendet.